# Goupillières, Calvados
Goupillières är en kommun i departementet Calvados i regionen Normandie i norra Frankrike. Kommunen ligger i kantonen Évrecy som ligger i arrondissementet Caen. År 2015 hade Goupillières 178 invånare.

## Befolkningsutveckling
Antalet invånare i kommunen Goupillières
Referens: INSEE